# Црква Светог Саве у Хановеру
Црква Светог Саве у Хановеру је српска православна црква у главном граду Хановер покрајина Доња Саксонија на северу Немачке. Изграђена је од 1993. до 2000. године. Храм је посвећен Спаљивању моштију светог Саве.

## Историја
Први Срби који су живели у Хановеру наведени су на попису из 1902. године за време Немачког царствоа. Била је то породица Климента Косарчева. После Првог светског рата у граду је живела и српска породица Јовановић са двоје деце. После Оснабрика, град Хановер је једно од првих важних места Српске православне цркве у Немачкој. Српску православну цркву у Доњој Саксонији представљају три конгрегације у Хановеру, Оснабрику и Лингену.
По завршетку Другог светског рата 1945. године, многи Срби су се нашли у Хановеру и Доњој Саксонији. Већина њих, бивших припадника Војске Краљевине Југославије, током рата су депортовани као Ратни заробљеници на принудни рад. Многи од ових заробљеника били су углавном официри који су били интернирани у логору за ратне заробљенике у Оснабрику и који су дошли у Хановер након завршетка рата.
Међу њима је био и Јеромонах Доситеј (Обрадовић), који је био први српски свештеник у Хановеру од 1945. до 1958. године. Доситеј је био заробљен од Немаца и после капитулације се нашао у Хановеру. Касније је емигрирао у Северна Северну Америку. Прва Литургија се, одслужила, одмах по завршетку Другог светског рата 1945. године, у једној од енглеских касарни.

### Историја црквене општине
Почетак радова и земљиште за храм Светог Саве у Хановеру осветио је Васељенски патријарх Вартоломеј I, а темеље Епископ Константин Ђокић. Мало освећење обавио је 1995. године Патријарх српски Иринеј, тада Епископ нишки, а велико освећење блаженопочивши Патријарх српски Павле 2000. године.
Српски православни храм посвећен Светом Сави у Хановеру посећују и оне етничке групе које у Хановеру немају своју цркву, а то су Еритрејци, Копти, Етиопљани, арапски хришћани. На богослужењу, поред српског, у употреби је и немачки језик, јер има много Немаца који су прешли и прелазе у Православље, па и непознавање српског језика није препрека за учешће у црквеном животу и у богослужењу.

## Архитектура
Крстокуполна црква је пројектована у облику триконхоса и изграђена је у традиционалном српско-византијском архитектонском стилу по пројекту познатог београдског архитекте Предрага Ристића. У основи грчког крста, са полукружном олтарском апсидом на истоку и централном кружном куполом која се уздиже изнад тамбура у средини Брод цркве. Главни улаз у цркву је на западној страни и повезан је са парохиским домом преко стакленог атријума. На јужној страни је још један улаз у цркву. У намесништву се налази стан и канцеларија за свештеника као и парохијска сала.